# Partidul Conservator al Canadei
Partidul Conservator al Canadei (în engleză Conservative Party of Canada, acronim CPC; în franceză Parti conservateur du Canada, acronim PCC), de obicei cunoscut ca Tories sau simplu Conservatorii, este un partid politic federal din Canada. A fost fondat în 2003 după fuziunea a două partide de dreapta, Partidul Conservator-Progresist și Alianța Canadiană, cel din urmă fiind succesorul Partidului Reformei din vestul Canadei. Partidul se situează de la centru-dreapta spre dreapta în spectrul politic canadian, în opoziție față de rivalii săi, Partidul Liberal al Canadei de centru-stânga, care se situează la stânga conservatorilor. Conservatorii au fost definiți ca fiind un partid „big tent”, practicând o „politică de brocheraj” și primind membrii cu viziuni variate, incluzând așa numiții „Red Tories” și „Blue Tories”.
De la Confederația Canadiană din 1867 până-n 1942, Partidul Conservator al Canadei original a format numeroase guverne și a avut mai multe denumiri. Oricum, din 1942, principala forță de dreapta din Canada a devenit cunoscută ca Partidul Conservator-Progresist. La alegerile federale din 1993, conservatorii vest-canadieni au sprijinit o fuziune cu Partidul Reformei. Când a devenit clar că nici Partidul Conservator, nici Partidul Reformei sau Alianța Canadiană (cel din urmă fiind succesorul Partidului Reformei) nu-i pot înfrânge pe Liberalii de la putere care au guvernat încă de la alegerile din 1993, s-a întreprins un efort de a unii partidele de centru-dreapta și dreapta. În 2003, Alianța Canadiană și PCP au fuzionat, formând actualul Partid Conservator al Canadei.
În timpul guvernării Partidului Conservator între 2006 și 2015, politicile sale economice au inclus reducerea taxei pe bunuri și servicii, reducerea impozitului pe venit, reducerea taxei pe afaceri, echilibrarea bugetului național, crearea unui cont de economii fără taxe (TFSA) și crearea unei alocații universale pentru îngrijirea copilului. În ceea ce privește politicile sociale, guvernul a eliminat registrul armelor mari, a introdus pedeapsa cu executare minimă obligatorie pentru crimele violente, a crescut vârsta consimțământului la 16 ani, a permis construirea mai multor conducte și a retras Canada din Protocolul de la Kyoto. Guvernul a sprijinit, de asemenea, Statul Israel, a negociat Acordul de Comerț Liber între Uniunea Europeană și Canada (CETA) și a negociat Parteneriatul Trans-Pacific (TPP).
Sub primul său lider, Stephen Harper, partidul a guvernat cu două guverne minoritare după alegerile federale din 2006 și 2008. Apoi a câștigat un guvern majoritar la alegerile federale din 2011, înainte de a fi învins la alegerile federale din 2015 de un guvern majoritar liberal condus de Justin Trudeau. În ciuda faptului că a câștigat o pluralitate de voturi la fiecare alegeri, partidul a rămas în opoziție după ce a pierdut alegerile din 2019 și 2021 sub al doilea și al treilea lider, Andrew Scheer și, respectiv, Erin O'Toole. Pierre Poilievre a fost ales lider în alegerile interne din 2022.

### Arhivă
- Conservative Party of Canada – Canadian Political Parties and Political Interest Groups – Web Archive created by the University of Toronto Libraries
- Conservative Party of Canada (French) – Canadian Political Parties and Political Interest Groups – Web Archive created by the University of Toronto Libraries